# Essex (Connecticut)
Essex es un pueblo ubicado en el condado de Middlesex en el estado estadounidense de Connecticut. En el año 2005 tenía una población de 6,783 habitantes y una densidad poblacional de 252 personas por km².

## Geografía
Essex se encuentra ubicada en las coordenadas 41°21′06″N 72°24′58″O / 41.35167, -72.41611.

## Demografía
Según la Oficina del Censo en 2000 los ingresos medios por hogar en la localidad eran de $66,746 y los ingresos medios por familia eran $88,888. Los hombres tenían unos ingresos medios de $54,053 frente a los $38,276 para las mujeres. La renta per cápita para la localidad era de $42,806. Alrededor del 2.8% de la población estaban por debajo del umbral de pobreza.